# Баранячі лоби

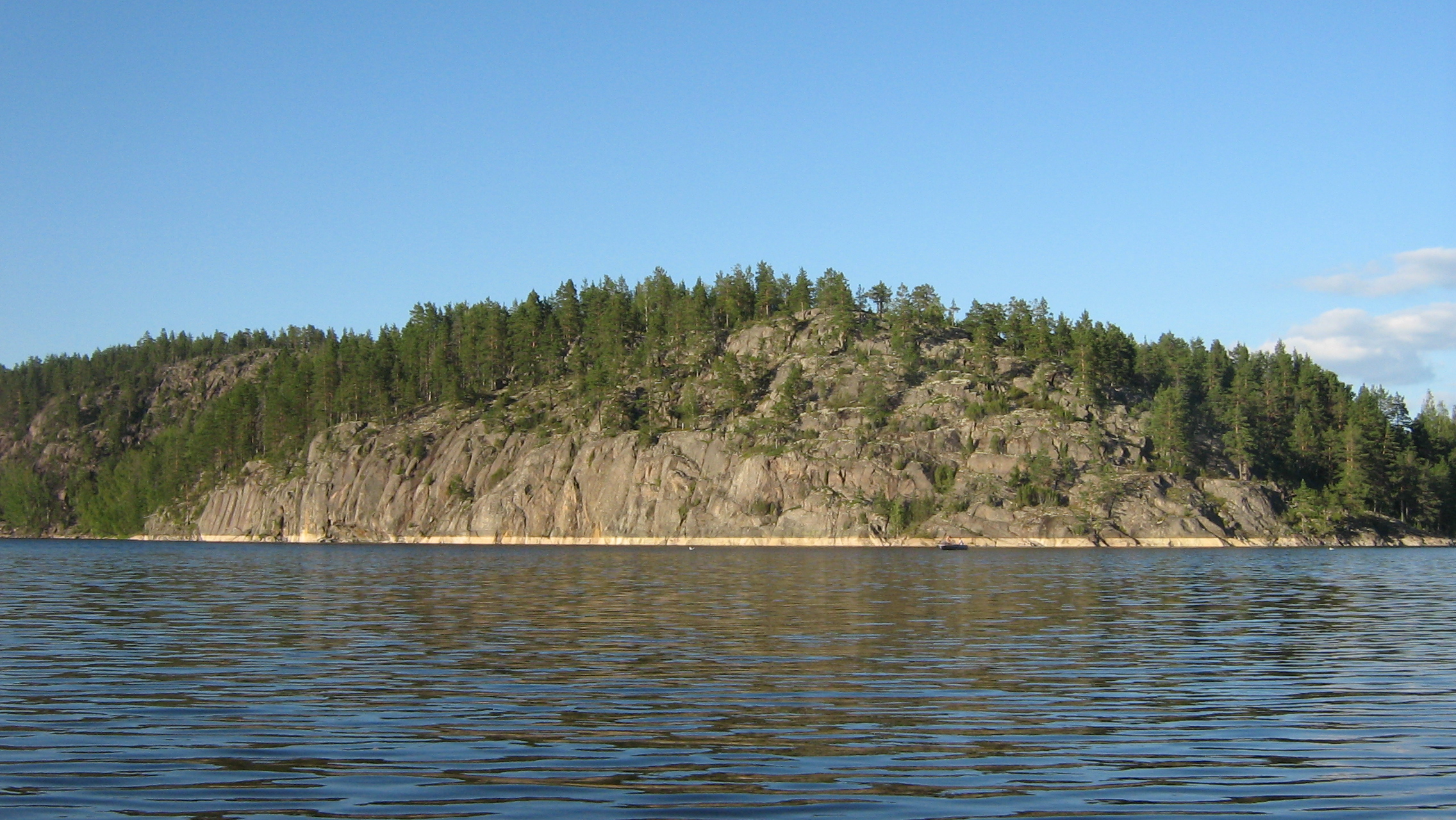
Баранячі лоби в Ладожських шхерах.

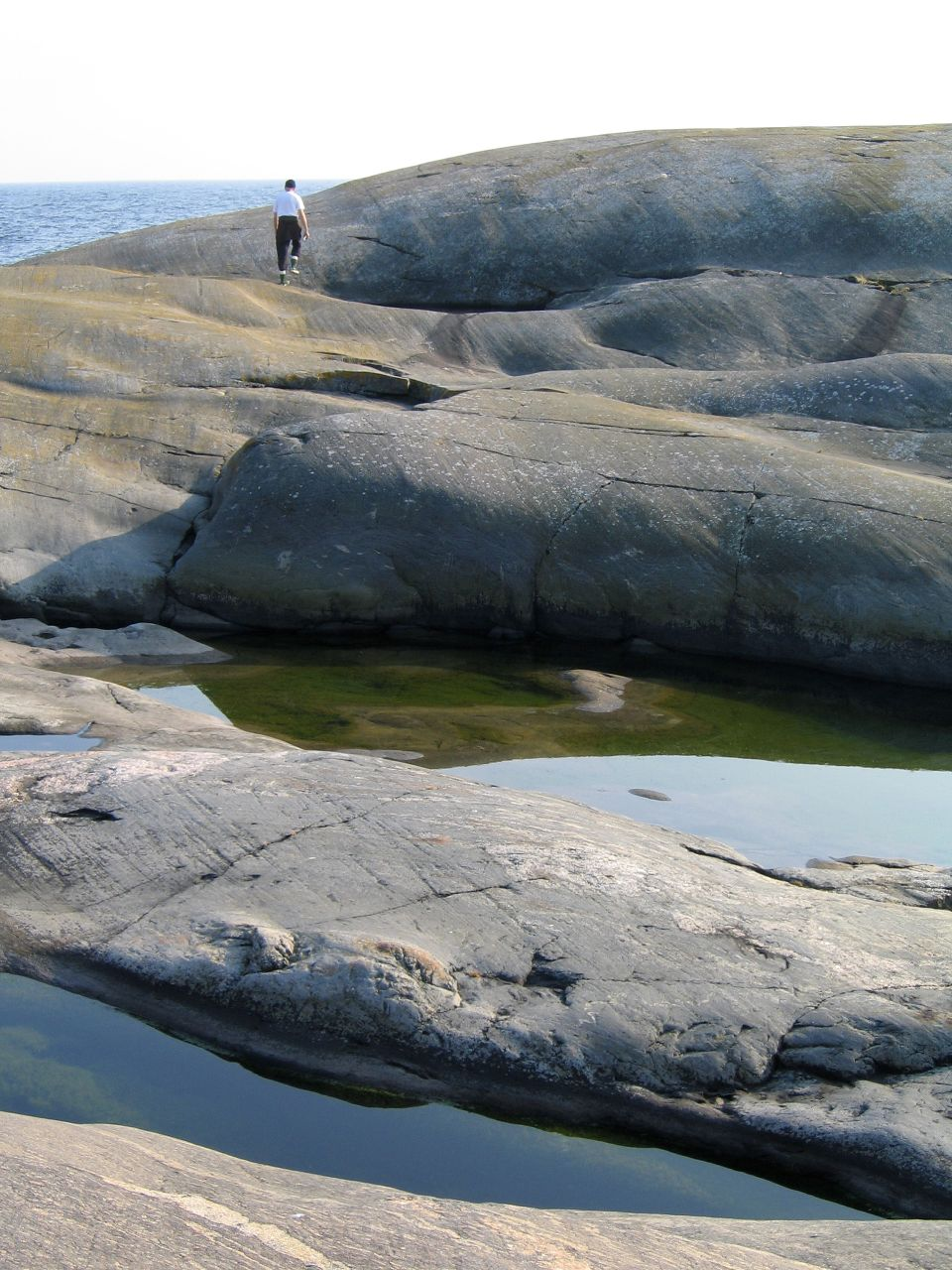
Баранячі лоби у Фінляндії

Бара́нячі ло́би — згладжені рухом льодовика скельні виступи корінних порід. Схили, звернені в бік, звідки прийшов льодовик, похилі та згладжені з безліччю рисок від моренного каміння, протилежні — більш нерівні та обривисті. Довжиною до декількох сотень метрів, у висоту сягають 50 м. Мають овальну подовгасту форму, орієнтовану довшою віссю за ходом льодовика. Ділянки невеликих баранячих лобів називають кучерявими скелями. Зустрічаються в зонах сучасного й давнього заледеніння, як материкового, так і гірського.
Поширені у Новій Шотландії (Канада), Фенноскандії, що охоплює Скандинавський і Кольский півострови, Фінляндію і частину Карелії.